# 5 novembre
Il 5 novembre è il 309º giorno del calendario gregoriano (il 310º negli anni bisestili). Mancano 56 giorni alla fine dell'anno.

## Eventi
- 333 a.C. – Battaglia di Isso, le forze di Alessandro Magno, sovrano di Macedonia, affrontarono e sconfissero i Persiani di Dario III
- 1138 – Lý Anh Tông viene intronizzato come imperatore del Đại Việt all'età di due anni, avviando un regno durato 37 anni
- 1219 – Durante la quinta crociata, termina dopo oltre un anno l'assedio di Damietta con la presa della città da parte dei crociati
- 1384 – Enguerrand VII di Coucy, dopo averla conquistata, vende la città di Arezzo a Firenze per 40000 fiorini d'oro pagabili a rate
- 1414 – Concilio di Costanza, il re di Germania Sigismondo, convoca il concilio nella città di Costanza, in cui vi si riunirono a centinaia delle più alte cariche ecclesiastiche e governative, in merito all’unità e alla riforma della Chiesa.
- 1556 – Ottanta km a nord di Delhi, un'armata Mogul sconfigge le forze Indù del generale Hemu, assicurando ad Akbar il trono d'India
- 1605 – Congiura delle polveri: un complotto di Guy Fawkes per far saltare in aria il Parlamento inglese viene sventato quando Sir Thomas Knyvet, un giudice di pace, trova Fawkes in una cantina sotto l'edificio del parlamento
- 1688 – Inizia la Gloriosa rivoluzione: Guglielmo d'Orange sbarca a Brixham
- 1838 – L'Honduras si separa dalla Federazione Centroamericana indebolendola
- 1860 – Inizio della resistenza borbonica nella fortezza di Gaeta
- 1862
  - Guerra di secessione americana: Abraham Lincoln rimuove George McClellan dal comando dell'esercito unionista
  - Guerre indiane: nel Minnesota, più di 300 Sioux Santee vengono trovati colpevoli di stupro e omicidio di coloni bianchi e condannati all'impiccagione
- 1872 – Suffragio femminile: in violazione della legge, la suffragetta Susan B. Anthony vota per la prima volta (verrà multata di 100 dollari)
- 1876 – Italia: si svolgono le elezioni politiche generali per la XIVª legislatura. Il risultato porta al potere la sinistra parlamentare per la prima volta dalla fondazione del regno.
- 1895 – George B. Selden ottiene il primo brevetto statunitense per un'automobile
- 1911 – Dopo aver dichiarato guerra all'Impero ottomano il 29 settembre, nell'ambito della guerra italo-turca, l'Italia annette Tripolitania e Cirenaica
- 1912 – Nelle elezioni presidenziali statunitensi, lo sfidante democratico Thomas Woodrow Wilson ottiene una larga vittoria sul presidente uscente repubblicano William Howard Taft
- 1913 – Il re folle Ottone di Baviera viene deposto dal cugino, principe reggente Ludovico, che assume il titolo di Luigi III
- 1914 – Il Regno Unito annette Cipro, e insieme alla Francia dichiara guerra all'Impero ottomano
- 1916
  - Un atto congiunto degli imperatori di Germania e Austria dichiara la proclamazione del Regno di Polonia
  - Uno scontro armato tra autorità locali e membri dell'Industrial Workers of the World scoppiato a Everett, nello Stato di Washington, culmina con la morte di sette persone
- 1930 – Sinclair Lewis ottiene il premio Nobel per la letteratura
- 1935 – La Parker Brothers pubblica il gioco da tavolo Monopoly
- 1937 – Adolf Hitler tiene una riunione segreta e dichiara i piani per conquistare "spazio vitale" per il popolo tedesco
- 1940 – Nelle elezioni presidenziali statunitensi, il presidente democratico Franklin Delano Roosevelt batte lo sfidante repubblicano Wendell Willkie
- 1943 – In piena seconda guerra mondiale, un veicolo aereo non meglio identificato lancia quattro bombe a Città del Vaticano, Stato neutrale durante il conflitto
- 1962 – L'incidente di Kongsfjorden nelle Isole Svalbard costringe il governo norvegese alla ritirata
- 1964 – Viene lanciata la seconda sonda diretta verso Marte, nell'ambito della prima missione americana di tale genere: la Mariner 3. La missione, però, fallirà
- 1968 – Nelle elezioni presidenziali statunitensi, lo sfidante repubblicano Richard Nixon batte il vicepresidente uscente democratico Hubert Humphrey e il candidato del Partito Indipendente americano George Wallace
- 1970 – Guerra del Vietnam: il Comando di assistenza militare statunitense nel Vietnam riporta il più basso numero settimanale di vittime americane degli ultimi 5 anni (24)
- 1974 – Si apre a Roma la Conferenza mondiale sull'alimentazione, organizzata dall'Organizzazione delle Nazioni Unite con la partecipazione dei delegati di 130 nazioni, di numerose organizzazioni "inter" e "non" governative e più di 1200 giornalisti provenienti da quasi tutti i Paesi. La Conferenza tiene i suoi lavori fino al giorno 16 novembre
- 1987 – Apartheid: in Sudafrica, Govan Mbeki viene rilasciato dopo aver passato 24 anni nella prigione di Robben Island. Era stato condannato all'ergastolo per tradimento contro il governo sudafricano della minoranza bianca
- 1989 – Muore il grande pianista Vladimir Horowitz
- 1990 – Il rabbino Meir Kahane, fondatore del movimento di estrema destra Kach, viene freddato dopo un discorso tenuto in un hotel di New York
- 1992 – A Detroit (Michigan), un automobilista nero, Malice Green, viene picchiato a morte dai poliziotti Larry Nevers e Walter Budzyn, durante una colluttazione
- 1994
  - Il quarantacinquenne George Foreman diventa il più vecchio campione mondiale di pugilato nei pesi massimi, mandando k.o. Michael Moorer
  - Viene pubblicata una lettera dell'ex presidente statunitense Ronald Reagan, che annuncia di soffrire della malattia di Alzheimer
- 1996 – Nelle elezioni presidenziali statunitensi il presidente uscente democratico Bill Clinton batte lo sfidante repubblicano Bob Dole
- 1998
  - La rivista scientifica Nature pubblica uno studio genetico che mostra forti prove che Thomas Jefferson fu il padre di Eston Hemings Jefferson, avuto dalla sua schiava Sally Hemings
  - Scandalo Lewinsky: come parte della richiesta di impeachment, il presidente del comitato giudiziario della Camera dei rappresentanti Henry Hyde, invia una lista con 81 domande al presidente statunitense Bill Clinton
- 1999 – Caso antitrust Microsoft: il giudice distrettuale statunitense Thomas Penfield Jackson emette una sentenza preliminare in cui dichiara che Microsoft detiene un "potere monopolistico"
- 2001 – Muore in carcere, dopo mesi di sciopero della fame, l'animalista Barry Horne, attivista inglese dell'Animal Liberation Front
- 2006 – Saddam Hussein, ex dittatore dell'Iraq, viene condannato a morte nel processo di primo grado
- 2007 – Android, il sistema operativo mobile viene presentato da Google. Nel 2013 conterà più di 900 milioni di attivazioni
- 2012 – L'asteroide (214869) 2007 PA8 transita a soli 6,5 milioni di km dalla Terra
- 2024 – Nelle elezioni presidenziali statunitensi il candidato repubblicano Donald Trump batte la vicepresidente uscente Kamala Harris, tornando in carica per la seconda volta, a distanza di otto anni dal primo mandato.

## Nati
Ci sono circa 1 090 voci su persone nate il 5 novembre; vedi la pagina Nati il 5 novembre per un elenco descrittivo o la categoria Nati il 5 novembre per un indice alfabetico.

## Morti
Ci sono circa 500 voci su persone morte il 5 novembre; vedi la pagina Morti il 5 novembre per un elenco descrittivo o la categoria Morti il 5 novembre per un indice alfabetico.

## Feste e ricorrenze

### Civili
Giornata mondiale per la consapevolezza dello tsunami
Nazionali:
- Regno Unito - Guy Fawkes Night

### Religiose
Cristianesimo:
- Santa Bertilla di Chelles, badessa
- Santa Canonica, anacoreta
- Santa Comasia, vergine e martire
- San Domenico Mau, martire
- San Donnino di Cesarea, martire a Cesarea marittima
- San Fibizio di Treviri, vescovo
- Santi Galazione ed Episteme, sposi e martiri
- San Galeazzo, vescovo
- San Geraldo di Beziers, vescovo
- San Guetnoco, abate
- San Guido Maria Conforti, vescovo e fondatore della Pia società di San Francesco Saverio per le missioni estere
- San Leto, prete
- San Mamete di Alvernia, confessore
- San Marco di Atina, vescovo
- San Marco di Eca, vescovo
- Santi Teotimo, Filoteo, Timoteo e Aussenzio, martiri
- San Tigrino, martire di Roma
- Santa Trofimena, vergine e martire
- Beata Beatrice di Svevia, regina
- Beato Bernhard Lichtenberg, sacerdote e martire
- Beato Giovanni Antonio Burro Mas, religioso e martire
- Beato Gomidas Keumurdjian, sacerdote e martire
- Beato Hryhorij Lakota, vescovo e martire
- Beata Maria Carmela Viel Ferrando, vergine e martire
- Beati Vinçenc Prennushi e 37 compagni, martiri albanesi

Religione romana antica e moderna:
- None